# 馮啟匡
馮啟匡（英語：Fung Kai Hong，1986年01月25日—），香港足球運動員，司職中堅，現效力香港甲組聯賽球隊公民。

## 球員生涯
馮啟匡很小的時候就在寓所樓下踢足球，直至參加香港足球總會的足球發展計劃，才有機會接受正統訓練。
隨著足總的足球發展計劃，馮啟匡後來入選新界南代表隊，更在比賽中被黎新祥相中，入選香港U16接受訓練。
馮啟匡曾就讀棉紡會中學，中四就離開學校，中學時期是校內壞分子，經常給老師罰和罵。
2005年，馮啟匡加入香港08在乙組比賽，兩季後馮啟匡加盟甲組福建，終躋身甲組球員行列。
2007年，香港08散班後，公民與馮啟匡接洽，出任中堅位置。
2011年10月17日，足總紀律小組召開會議，審理9月屯門對公民的甲組聯賽，兩隊球員賽後發生衝突事件，小組經研究後重罰公民後備球員馮啟匡，因觸犯挑撥等3項控罪，參考過其紀律紀錄，重罰停賽11場，球會在該季結束後與馮啟匡解約。
2012年，在教練陳浩然的穿針引線下，加盟了當時尚未埋班的太陽飛馬。可惜的是太陽飛馬隊內的競爭很大，加上引薦他的教練陳浩然後來也離開了球隊，爭取上場的機會一點也不容易。
2013年，馮啟匡加盟香港甲組足球聯賽升班馬地區隊元朗。
2015年，馮啟匡加盟香港超級聯賽球隊灝天黃大仙。

## 國際賽生涯
2009年，馮啟匡入選東亞運動會足球代表隊，奪取2009年東亞運動會足球項目金牌。
2010年，馮啟匡代表香港足球代表隊出戰省港盃賽事，演出甚獲好評。

## 軼事
馮啟匡曾多次身穿鹹蛋超人T恤出席球隊訓練，因而獲得「鹹蛋」外號。

## 榮譽
香港隊
- 2009年東亞運動會足球項目金牌

## 外部連結
- 香港足總球員資料 （页面存档备份，存于）
- 公民足球隊球員資料 （页面存档备份，存于）